# Thie

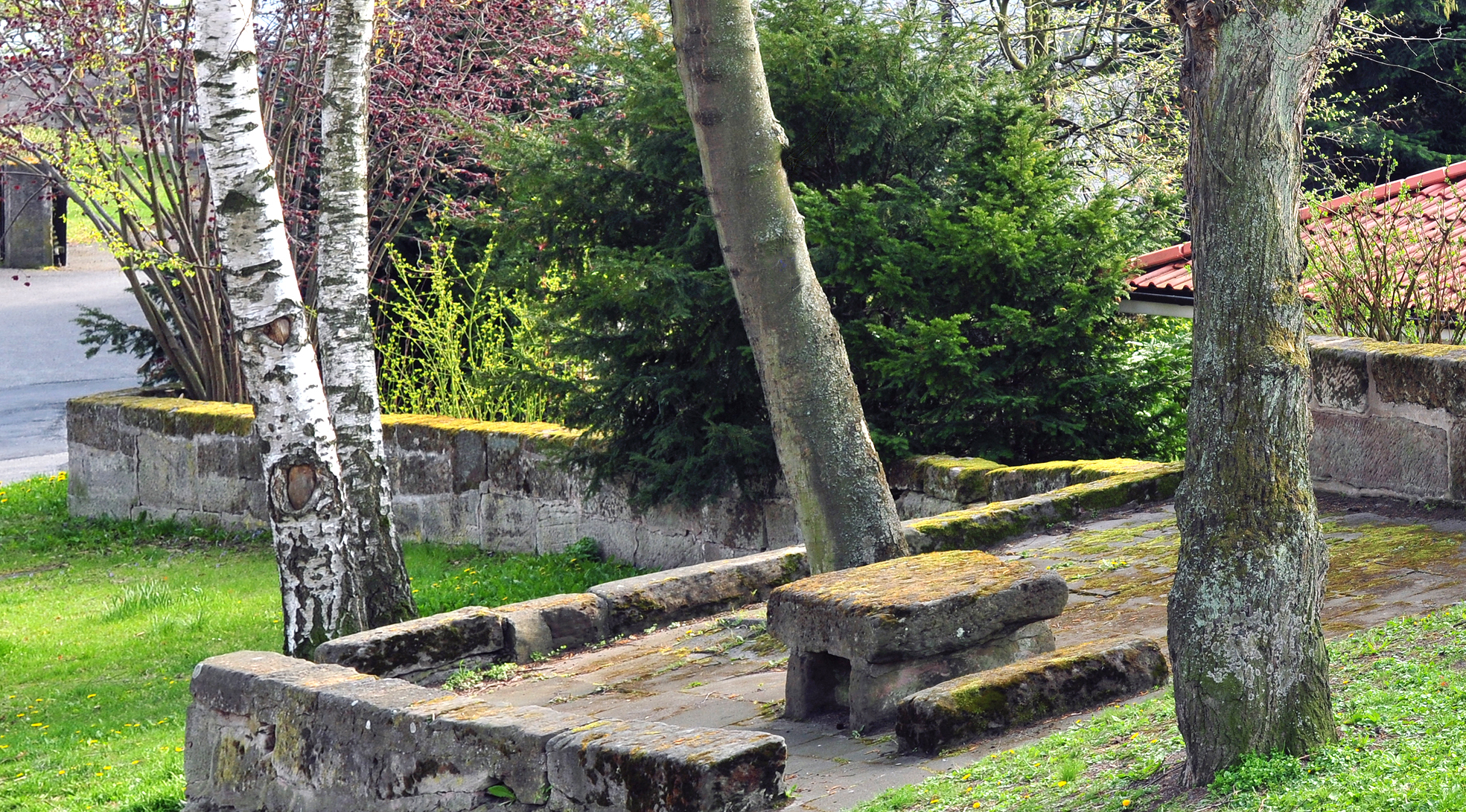
Der Thie in Niedernjesa.

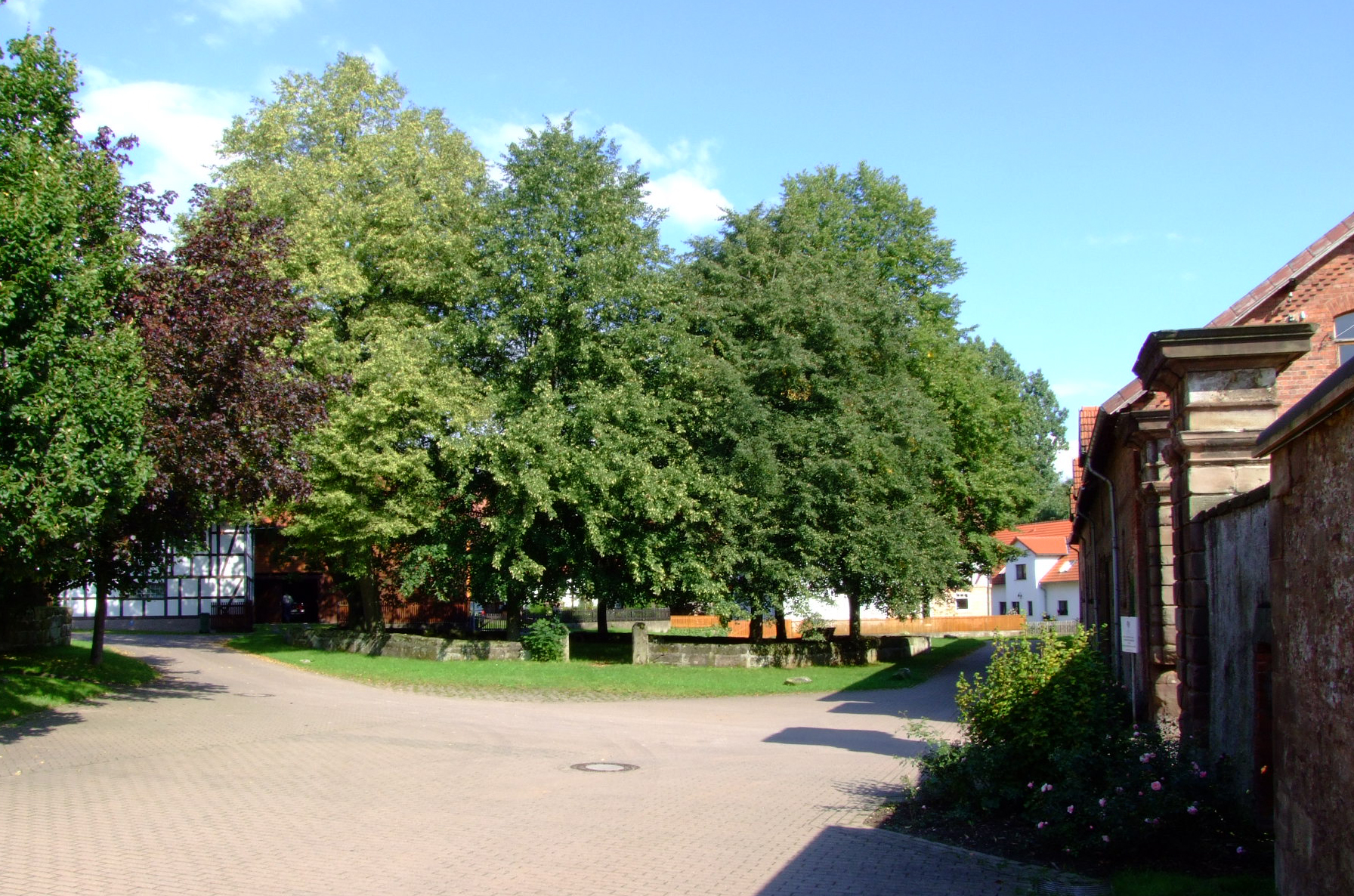
Thieplatz in Rittmarshausen

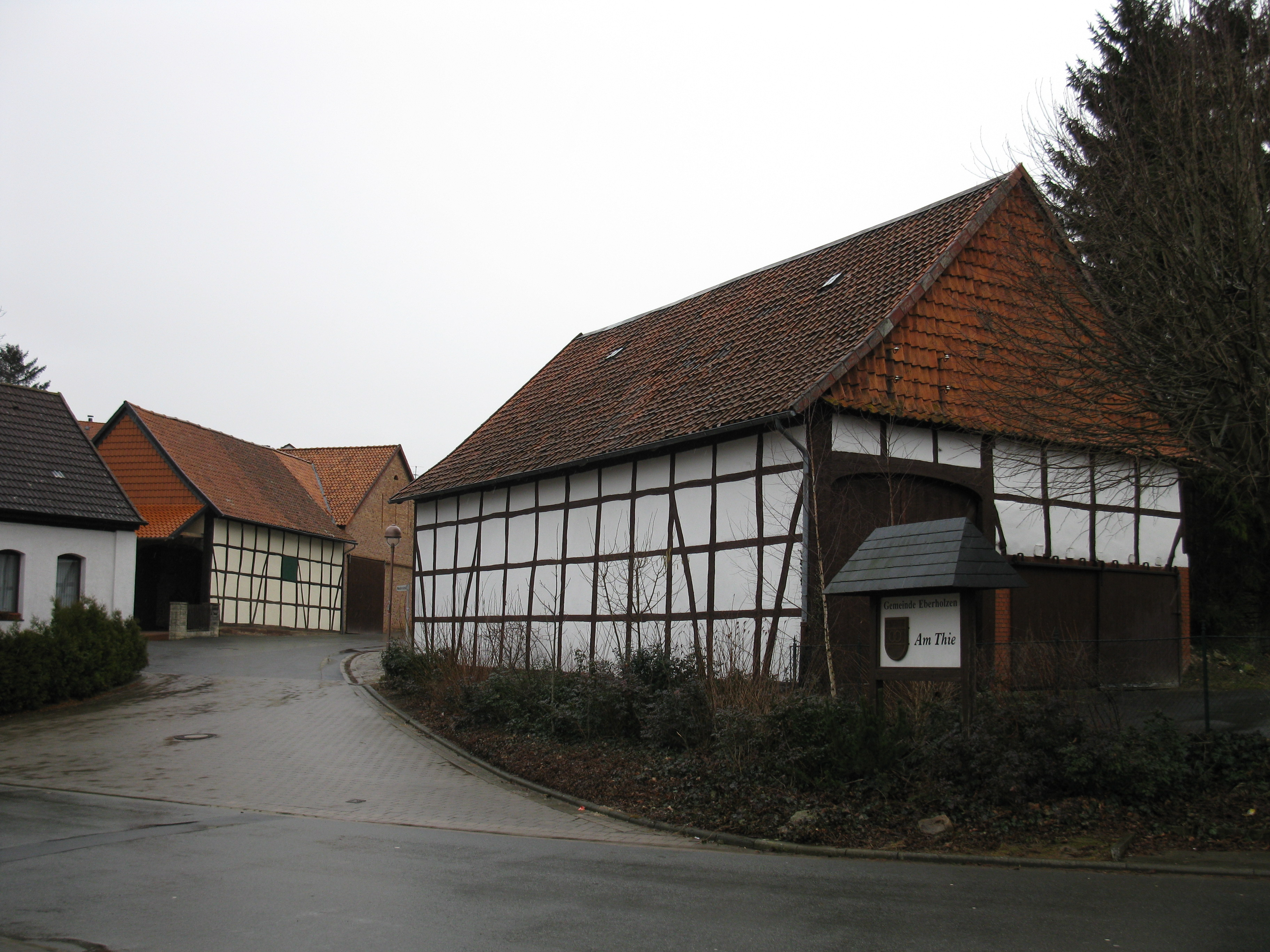
Am Thie in Eberholzen

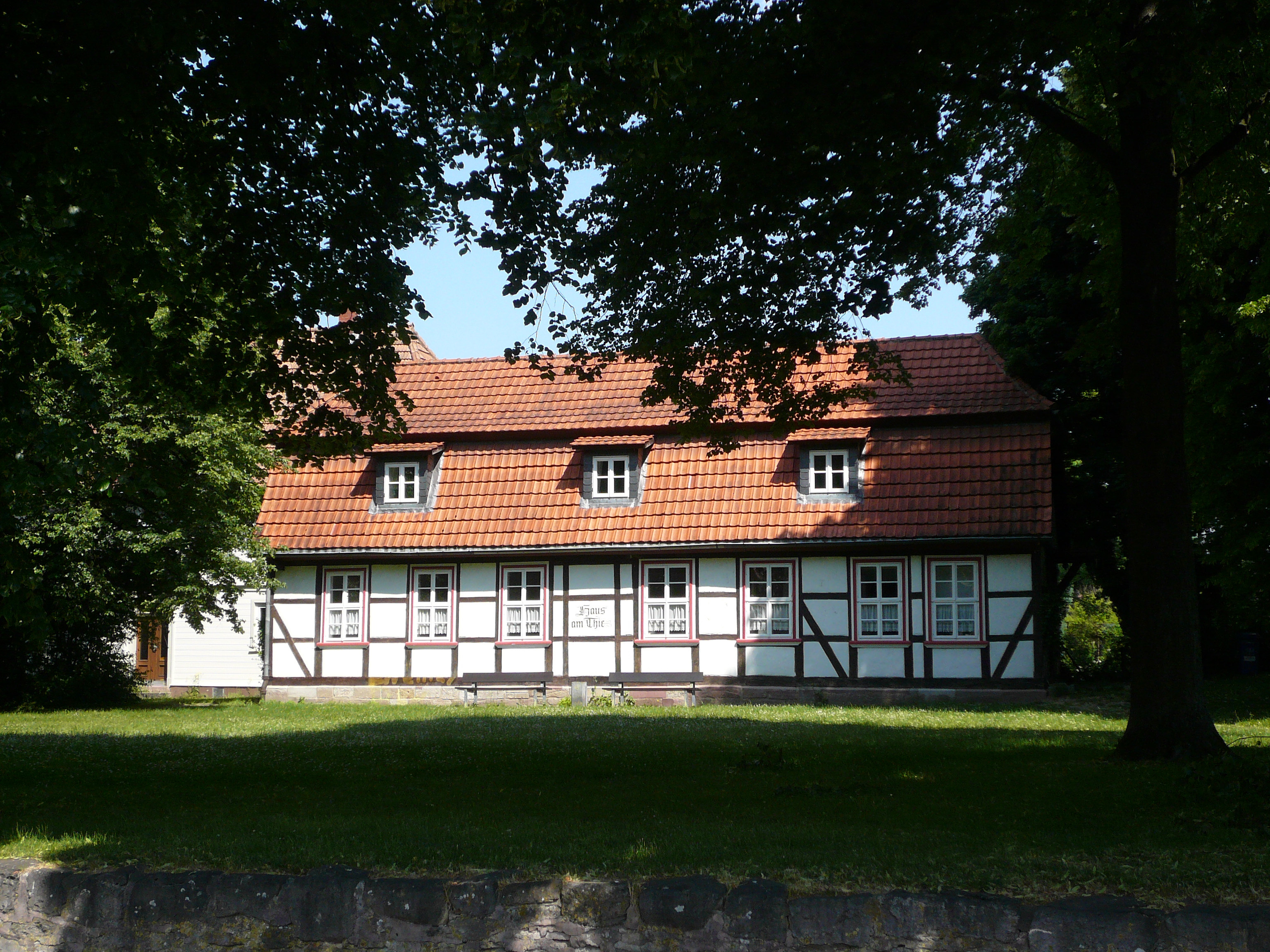
Das Thiehaus in Göttingen-Weende

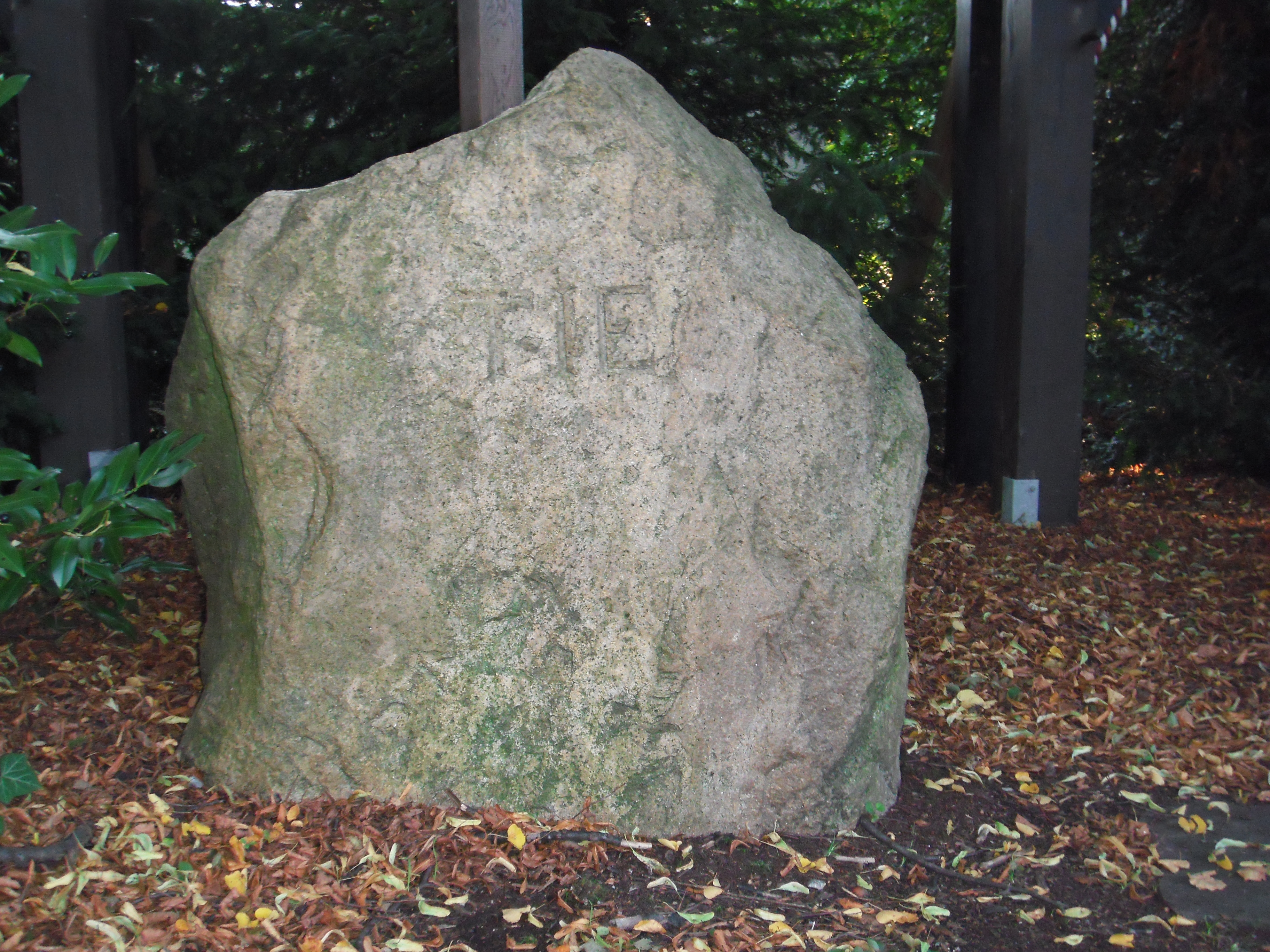
Tiestein zur Erinnerung an den in den 70er-Jahren weitgehend abgerissenen Tieplatz in Bielefeld-Jöllenbeck

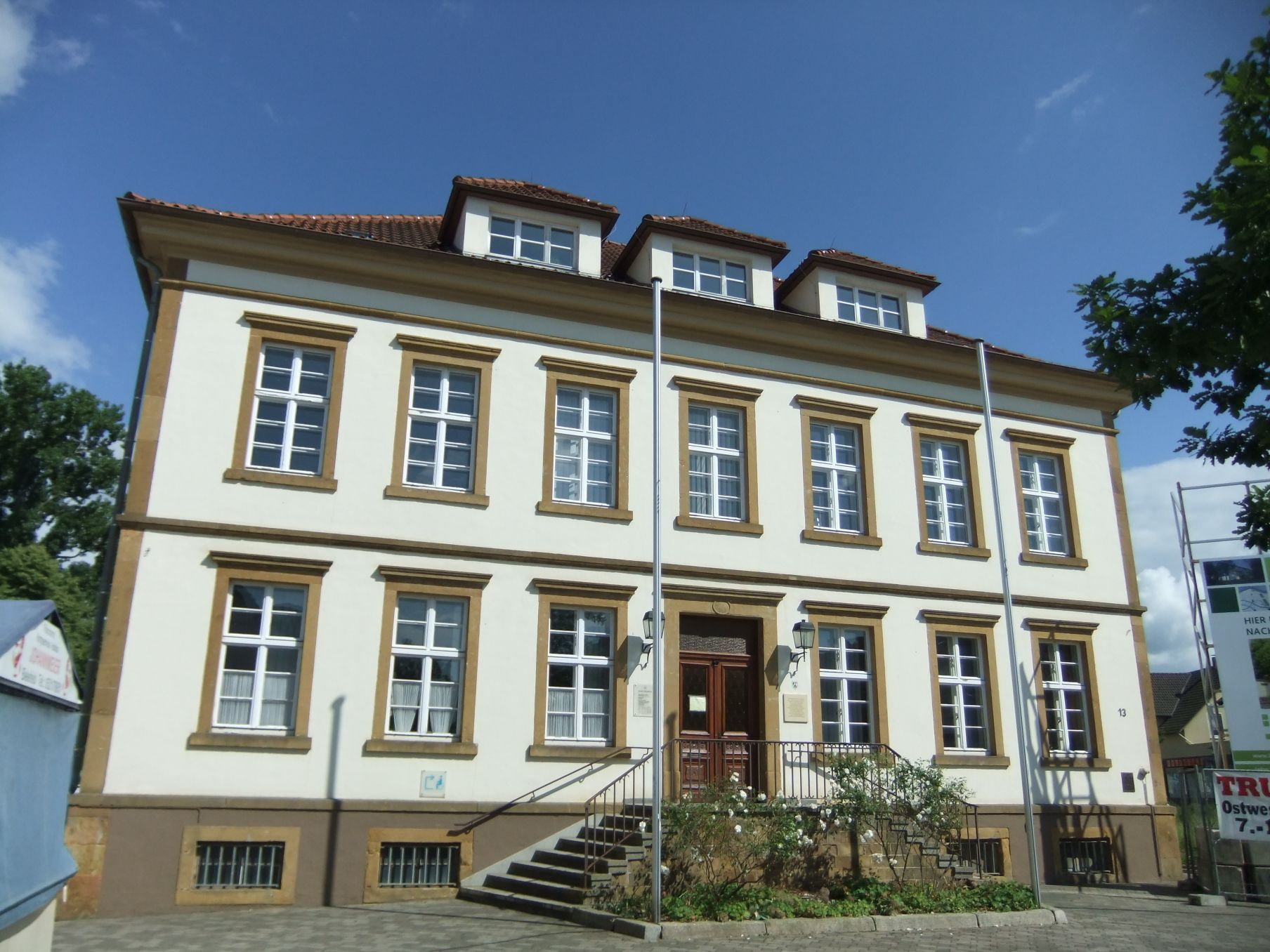
Altes Amtshaus am noch bestehenden Tieplatz in Bielefeld-Heepen

Thie (in wissenschaftlicher Schreibung Tie) waren in Dörfern des Mittelalters (vielleicht auch schon in germanischer Zeit) mit Mauern eingefriedete und erhöhte grasbewachsene Plätze, auf denen ein steinerner Tisch unter Linden stand. Hier wurden Versammlungen der Bauern, Bekanntmachungen, Gerichtsverhandlungen der niederen Gerichtsbarkeit und in späterer Zeit Feste der Bauern abgehalten. Viele Plätze im ostniederländischen und nordwestdeutschen Raum, etwa bis zur Elbe, tragen noch heute den Namen Thieplatz oder Thiestätte. Der Thie (älter: das Thie) hatte lokalen Bezug und befand sich in der Regel innerhalb von Ortslagen kleiner Siedlungen, während eine Thingstätte eher regionale und überregionale Bedeutung hatte.

## Verbreitung
Systematische Untersuchungen von Karl Janssen mittels eines Fragebogens im Jahr 1937, in dem unter anderem nach der Bezeichnung für den Versammlungsplatz im Dorf gefragt wurde, ergaben, dass sich das Verbreitungsgebiet in einem Streifen von Deventer über Münster, Bielefeld und Hannover bis hin nach Magdeburg zieht. Das dichteste Auftreten lässt sich dabei im Raum zwischen Hannover und Kassel feststellen, wobei auffällig ist, dass es in Nordhessen und Nordthüringen abrupt aufhört, was auch weitere Überprüfungen dort ergaben. Zudem ist die Südgrenze fast auf der ganzen Länge identisch mit der ich/ik-Sprachgrenze. In Sachsen-Anhalt findet sich Tie nur im Norden sowie vereinzelt im Bereich zwischen Mansfeld und Unstrut, im Harz tritt es hingegen auf der Hochfläche gar nicht auf, sondern endet abrupt an den Rändern. In Brandenburg, Mecklenburg und Ostholstein ist der Name Tie nicht nachzuweisen, vereinzelte Ausreißer (München, Friedland) erklären sich aus der Verwendung des Begriffs in der Turnerbewegung nach Jahn, der das Wort Tie in seinen Anweisungen nutzte. Ein Beispiel für einen in früherer Größe erhaltenen Thie ist der Thieplatz von Räbke.
Nicht völlig geklärt ist das Verhältnis zum Brink und zum Anger, es gab aber Orte mit Brink und Tie, bei denen Brink den außerhalb gelegenen Platz bezeichnete, Tie den innerörtlichen. Später wird dieser Name in einigen Orten auf den Platz im Ort übertragen, was sich für Brink und Anger beobachten lässt.

## Geschichte
In vorchristlicher Zeit sollen Thieplätze auch kultischen Spielen gedient haben. Der Platz war mit Bäumen bestanden, bei denen es sich meistens um Linden handelte („Thielinde“). Auch markante Steine („Thiesteine“) lassen sich an manchen dieser Plätze nachweisen. Oft tritt der Begriff Thie oder Tie auch im Zusammenhang mit Berg auf (Thieberg).
Bisher nicht geklärt ist, ob alle Dörfer einen Tie besaßen. Es wurde aber wahrscheinlich gemacht, dass die Lücken in der Erfassung nicht nur auf fehlende Nachweise zurückzuführen sind. Insbesondere in den Randgebieten gibt es Untersuchungen, die sich mit den Flurnamen eines Teilgebietes (etwa des Kreises Wanzleben in der Magdeburger Börde oder des Kreises Verden) beschäftigten und dort nur für einen Viertel oder sogar noch weniger Orte Tie-Namen nachweisen konnten. Besonders wichtig ist aber die Feststellung Klöntrups, dass im Grenzbereich Osnabrück-Westfalen nicht jede Bauernschaft auch einen Bauernrichter hatte, woraus man wohl schlussfolgern darf, dass auch nicht jeder Ort einen separaten Tie besaß.

## Schreibweise
Die Schreibweise von „Thie“ kann dabei sehr unterschiedlich sein. Es kommen unter anderem auch „Tie, Ti, Tig, ty, Thy“ und „Thee“ vor. Auch Lautwandlungen von „T“ zu „D“ sind häufig festzustellen (Diestedde).
Grundsätzlich lässt sich sogar so gut wie jede Vokalkombination nachweisen. Karl Bischoff (1971) vermutet, es handele sich dabei teilweise um ost- und westfälische Laienschreibungen, darunter Tei, Toi, Teu, Tui, Töi, Tai oder Tee, welches aber auch in anderen Regionen (etwa Ostfriesland, wo es auch Te und Thee gibt) vorkommt. Noch vielfältiger werden die Formen durch die häufige Verwendung der Dativform auf dem Tie, in die sich j und g einschieben. So finden sich up'n Täje, Teije, Tyge. Diese lassen sich aber auch im Nominativ finden. So gibt es mehrfach Tiech oder Tieg, Taig oder Tyg, wobei es sich zum Teil um Zusammensetzungen wie Tyghus oder Taigstrate handelt. Allein für Geestendorf (Bremerhaven) lassen sich Te (1684), Thee (1739), Teyland (1845) und Theeland (1849) nachweisen.
| - Unterschiedliche Schreibweisen des Thiebergs bei Rheine auf alten Landkarten - Tyberg, Karte von 1805 - Tieberg, Karte von 1828/29 - Thieberg, Karte von 1842 |

## Namensherkunft
Der Begriff Thie ist vermutlich verwandt mit dem altenglischen Wort tig oder tih und dem altnordischen teigr, was beides einen Hof, Platz oder ein Stück Land bezeichnete. Mit dem Wort Thing für die Gerichtsversammlung hat er demnach nichts zu tun, auch wenn dies noch in heutigen heimatkundlichen und populärwissenschaftlichen Werken gelegentlich behauptet wird.  Aufgrund dieser im 19. Jahrhundert öfter vermuteten Verbindung wird jedoch heute manchmal der ursprüngliche Thieplatz auch als Thingplatz bezeichnet.